# Jakob Frischlin
Jakob Frischlin (* 25. Juli 1557 in Balingen; † 1621 ebenda) war ein württembergischer Lateinschulmeister und Schriftsteller. Als solcher war er Hofhistoriograph der Grafen von Hohenzollern und Übersetzer der Werke seines berühmten Bruders Nicodemus.

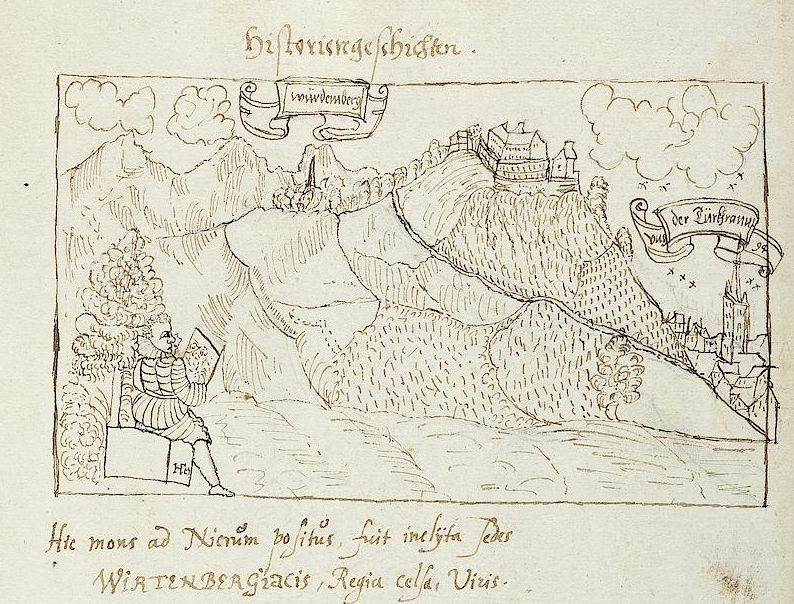
Schloss Württemberg, Federzeichnung Jakob Frischlins in: Beschreibung von Württemberg, UB Tübingen, Mh 452, Bl. 12r

## Leben

### Familie
Frischlins Großvater Johannes Frischlin war 1498 angeblich aus Diessenhofen nach Balingen gekommen und hatte dort Luitgarde Metz geheiratet. Deren Sohn Jakob Frischlin der Ältere (1522–1566) wurde 1545 Diakon in Balingen und heiratete 1546 Agnes Ruoff, Tochter eines Büchsenmachers. Im Jahr 1557 kehrte er als Pfarrer nach Balingen zurück. Dort wurde Jakob Frischlin als jüngstes von acht Kindern geboren. Nachdem sein Vater und mindestens vier Geschwister 1566 an der Pest starben, wurde er von seinem ältesten Bruder Nicodemus (1547–1590) erzogen und unterrichtet. Der Bruder war bereits Magister und übernahm 1567 eine Professur an der Universität Tübingen.
Frischlin heiratete 1578 seine Frau Ursula. Eine Tochter wurde 1580 geboren, zu den Kindern gehörten die 1586 und 1596 geborenen Söhne Johann Ludwig und Johann Jakob. Johann Ludwig wurde 1611 in Tübingen ordiniert und starb am 14. Februar 1612 nach Antritt einer Pfarrstelle in der Pfalz.

### Beruf
Frischlin studierte Theologie in Tübingen. Kurz vor dem Studienabschluss wurde er 1578 von der Universität Tübingen wegen seiner Ehe „ob matrimonium“ relegiert. Die Promotion zum Magister erhielt er nachträglich, Frischlin war aber gezwungen noch im selben Jahr den Beruf eines Lehrers zu ergreifen und eine Stelle in Waiblingen anzunehmen.
Der weitere Berufsweg führte Frischlin als Lateinschulmeister nach Cannstatt (1579–1581), zurück nach Waiblingen (1581–1594), Neuenstadt (1594), Reutlingen (1595–1599), Schorndorf (1601), Winnenden (1602–1603), Möckmühl (1604–1609) und Ebingen (1609–1611). In den Jahren 1599 und 1600 war er Zunft-Schreiber der Weber von Urach. Frischlin kehrte 1611 als Präzeptor nach Balingen zurück, wo er 1616 in den Ruhestand trat. Seine beiden letzten Werke datieren aus den Jahren 1620 und 1621.

### Werk und Nachlass

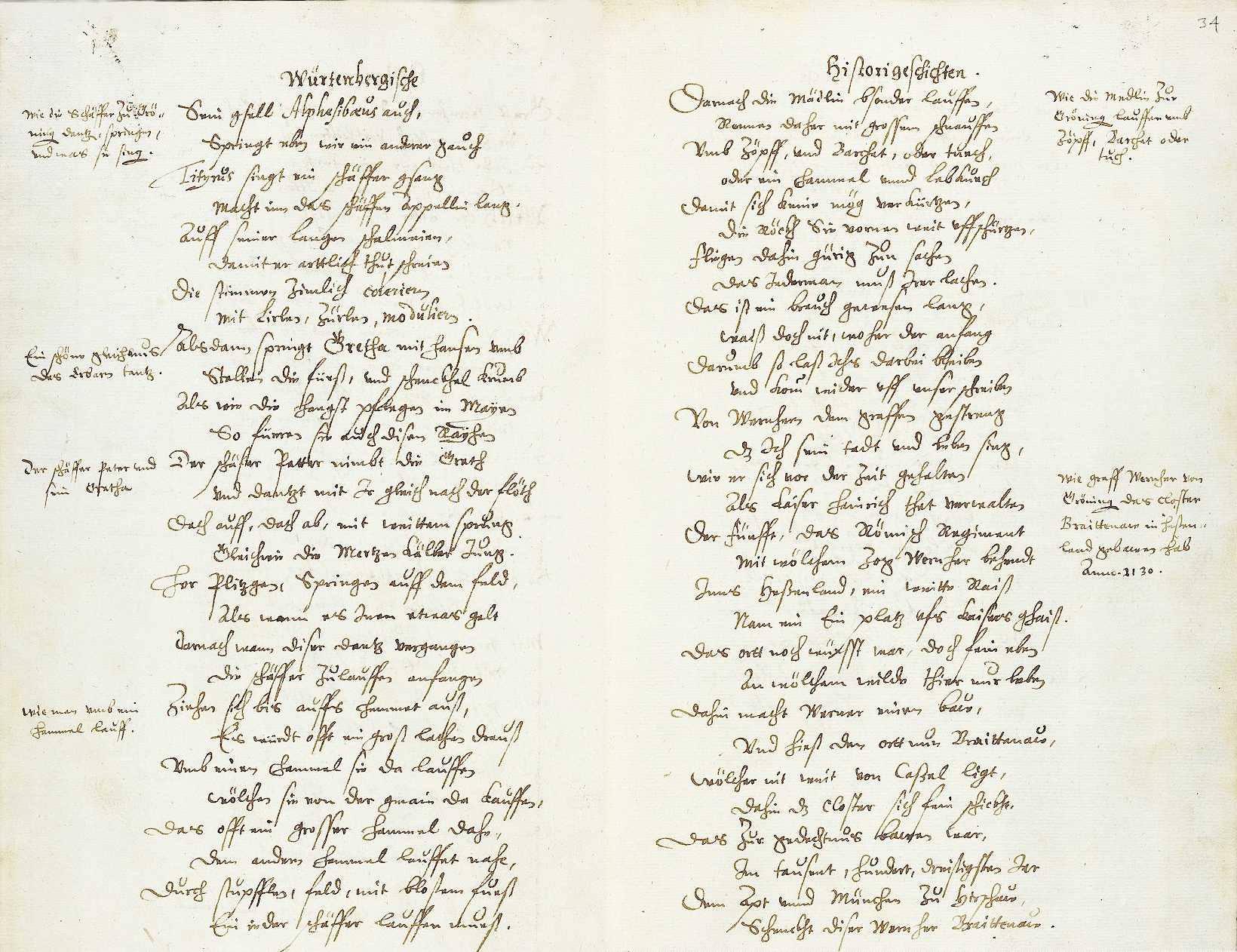
Schilderung des Schäferlaufs (Auszug) in: Geschichte der Grafen von Württemberg, 1599

Das Werk Frischlins stand im Schatten der Werke des bekannten, großen Bruders.

#### Die Sage vom Hirschgulden
Die Sage vom Hirschgulden, wie sie Wilhelm Hauff in seiner literarischen Verarbeitung nannte, beruht auf einer historischen Überlieferung, zu der Frischlin zwei unterschiedliche Sichtweisen beigetragen hat. Er beschrieb 1599 den Verkauf von Stadt und Herrschaft Balingen aus Sicht des verkaufenden Grafen von Zollern und 1613 aus Sicht der kaufenden Württemberger.
Siehe Hauptartikel: Zwei Berichte Jakob Frischlins aus unterschiedlichen Blickwinkeln.

## Werke (Auswahl)
- Drey schoene und lustige Buecher von der Hohenzollerischen Hochzeyt. 1599. – Ed. Isele, Konstanz 2003.
- Geschichte der Grafen von Württemberg. Reutlingen 1599.
- «Dialogus Grammaticus Bellicosus Et Contentiosus». Das ist: Ein schön/ lustig/ kurtzweilig und lächerlich Gespräch/ durch die gantze Grammaticam. Möckmühl 1606; Halle 1607 (?).
- Schöne lustige und kurtzweilige Comoedia.
- Rebecca, Susanna (Dramen)
- «CHOROGRAPHIA» (Liste der Amtsstädte Württembergs und ihrer Dörfer). Landesarchiv Baden-Württemberg, Abt. Hauptstaatsarchiv Stuttgart, Handschrift in J 1 Nr. 29.
- «PANEGYRICUS LIBER XIX» (Deutsche Beschreibungen von Neuenstadt a. K.; Weinsberg; Lichtenstern; Löwenstein; Beilstein, Oberstenfeld und Bottwar sowie Möckmühl). Landesarchiv, Handschrift in J 1 Nr. 30. (Digitalisat)

## Textausgaben und Übersetzungen
- Waiblingen in Chroniken des 16. Jahrhunderts, 1978.
- Nicodemus Frischlin: Julius Redivivus. In der Übersetzung von Jacob Frischlin hrsg. von Richard E. Schade (Reclams UB 7981). Reclam, Stuttgart 1983.